# Эстония на зимних Олимпийских играх 2014
Эстония принимала участие в зимних Олимпийских играх 2014 года, которые проходили в Сочи, Россия с 7 по 23 февраля. Команда состояла из 25 человек и принимала участие в 6 видах спорта, а знаменосцем на открытии Олимпийских игр был Индрек Тобрелутс, для которого Олимпийские игры в Сочи были пятыми по счёту. На церемонии закрытия Олимпийских игр флаг Эстонии нёс лыжник Карел Таммъярв.

## Состав и результаты

### Биатлон
Спортсменов — 9
Основываясь на выступлениях в Кубках мира по биатлону 2012 и 2013, Эстония квалифицировала 5 мужчин и 4 женщины.
Мужчины
| Соревнование         | Спортсмены                                              | Стрельба | Время   | Место |
| -------------------- | ------------------------------------------------------- | -------- | ------- | ----- |
| Спринт               | Даниил Степченко                                        | 1+1      | 26:40,5 | 50    |
| Спринт               | Индрек Тобрелутс                                        | 0+3      | 26:46,5 | 53    |
| Спринт               | Каури Кыйв                                              | 2+1      | 26:47,1 | 54    |
| Спринт               | Роланд Лессинг                                          | 0+3      | 27:06,3 | 66    |
| Гонка преследования  | Индрек Тобрелутс                                        | 0+0+2+1  | 38:00,5 | 45    |
| Гонка преследования  | Каури Кыйв                                              | 1+0+0+2  | 38:10,2 | 46    |
| Гонка преследования  | Даниил Степченко                                        | 1+1+1+4  | 40:52,0 | 59    |
| Индивидуальная гонка | Индрек Тобрелутс                                        | 0+1+0+1  | 53:02,5 | 29    |
| Индивидуальная гонка | Даниил Степченко                                        | 1+2+0+0  | 56:14,4 | 62    |
| Индивидуальная гонка | Калев Эрмитс                                            | 1+1+0+0  | 57:04,5 | 70    |
| Индивидуальная гонка | Каури Кыйв                                              | 1+2+2+2  | 58:17,3 | 78    |
| Эстафета             | Даниил Степченко Калев Эрмитс Каури Кыйв Роланд Лессинг | 3+12     | LAP     | 17    |

Женщины
| Соревнование         | Спортсмены                                            | Стрельба | Время   | Место |
| -------------------- | ----------------------------------------------------- | -------- | ------- | ----- |
| Спринт               | Йоханна Талихярм                                      | 0+0      | 23:09,3 | 48    |
| Спринт               | Дарья Юрлова                                          | 1+1      | 24:01,1 | 67    |
| Спринт               | Кадри Лехтла                                          | 2+2      | 24:13,3 | 69    |
| Спринт               | Грете Гайм                                            | 1+1      | 24:18,2 | 71    |
| Гонка преследования  | Йоханна Талихярм                                      | 2+0+0+3  | 37:52,5 | 55    |
| Индивидуальная гонка | Кадри Лехтла                                          | 1+0+1+0  | 49:44,8 | 44    |
| Индивидуальная гонка | Грете Гайм                                            | 0+0+0+2  | 51:28,5 | 58    |
| Индивидуальная гонка | Йоханна Талихярм                                      | 2+1+0+3  | 55:16,5 | 73    |
| Индивидуальная гонка | Дарья Юрлова                                          | 0+2+2+2  | 55:18,0 | 74    |
| Эстафета             | Кадри Лехтла Грете Гайм Дарья Юрлова Йоханна Талихярм | 1+13     | LAP     | 16    |

Смешанная эстафета
| Соревнование       | Спортсмены                                            | Стрельба | Время | Место |
| ------------------ | ----------------------------------------------------- | -------- | ----- | ----- |
| Смешанная эстафета | Кадри Лехтла Дарья Юрлова Каури Кыйв Даниил Степченко | 6+17     | LAP   | 16    |

### Горнолыжный спорт
Спортсменов — 2
Мужчины
| Соревнование      | Спортсмены           | 1 спуск | 1 спуск | 2 спуск | 2 спуск | Всего   | Место |
| Соревнование      | Спортсмены           | Время   | Место   | Время   | Место   | Всего   | Место |
| ----------------- | -------------------- | ------- | ------- | ------- | ------- | ------- | ----- |
| Гигантский слалом | Уоррен Каммингс Смит | 1:28,25 | 48      | 1:29,17 | 45      | 2:57,42 | 45    |
| Слалом            | Уоррен Каммингс Смит | 55,08   | 54      | 1:02,20 | 27      | 1:57,28 | 26    |

Женщины
| Соревнование      | Спортсмены | 1 спуск | 1 спуск | 2 спуск | 2 спуск | Всего   | Место |
| Соревнование      | Спортсмены | Время   | Место   | Время   | Место   | Всего   | Место |
| ----------------- | ---------- | ------- | ------- | ------- | ------- | ------- | ----- |
| Гигантский слалом | Трийн Тоби | 1:34,65 | 68      | 1:34,52 | 61      | 3:09,17 | 61    |
| Слалом            | Трийн Тоби | 1:11,43 | 57      | 1:09,02 | 47      | 2:20,45 | 46    |

### Лыжное двоеборье
Спортсменов — 3
| Соревнование        | Спортсмены          | Прыжки с трамплина | Прыжки с трамплина | Лыжная гонка | Лыжная гонка | Лыжная гонка | Итоговое время | Место |
| Соревнование        | Спортсмены          | Результат          | Место              | Гандикап     | Результат    | Место        | Итоговое время | Место |
| ------------------- | ------------------- | ------------------ | ------------------ | ------------ | ------------ | ------------ | -------------- | ----- |
| Нормальный трамплин | Кристьян Илвес      | 117,3              | 17                 | +0:57        | 26:26,8      | 44           | 27:23,8        | 41    |
| Нормальный трамплин | Хан-Хендрик Пихо    | 102,8              | 43                 | +1:55        | 25:47,4      | 40           | 27:42,4        | 43    |
| Нормальный трамплин | Карл-Аугуст Тиирмаа | 99,9               | 45                 | +2:06        | 26:23,2      | 43           | 28:29,2        | 44    |
| Большой трамплин    | Кристьян Илвес      | 117,2              | 8                  | +0:47        | 25:24,5      | 34           | 26:11,5        | 34    |
| Большой трамплин    | Хан-Хендрик Пихо    | 95,3               | 37                 | +2:15        | 24:00,0      | 36           | 26:15,0        | 36    |
| Большой трамплин    | Карл-Аугуст Тиирмаа | 104,3              | 21                 | +1:39        | 26:06,4      | 44           | 27:45,4        | 44    |

### Лыжные гонки
Спортсменов — 7
Первоначально планировалось, что участие примет пять человек, но в последний момент Международная федерация лыжного спорта дала ещё одно место, которое занял Райдо Рянкель. Однако 29 января 2014 года количество лыжников увеличилось до семи человек и состав дополнил Сийм Селлис
Мужчины
Дистанционные гонки
| Соревнование              | Спортсмены                                           | Результат | Место |
| ------------------------- | ---------------------------------------------------- | --------- | ----- |
| 15 км классическим стилем | Айвар Рехемаа                                        | 41:49,8   | 40    |
| 15 км классическим стилем | Алго Кярп                                            | 42:16,5   | 42    |
| 15 км классическим стилем | Карел Таммъярв                                       | 42:27,7   | 45    |
| 15 км классическим стилем | Райдо Рянкель                                        | 43:38,9   | 61    |
| Скиатлон 15+15 км         | Айвар Рехемаа                                        | 1:13:47,2 | 51    |
| Масс-старт                | Айвар Рехемаа                                        | 1:52:22,1 | 44    |
| Масс-старт                | Карел Таммъярв                                       | 1:53:23,0 | 49    |
| Эстафета                  | Карел Таммъярв Алго Кярп Айвар Рехемаа Райдо Рянкель | 1:32:52,6 | 10    |

Спринт
| Соревнование     | Спортсмены                   | Квалификация | Квалификация | Четвертьфинал        | Четвертьфинал        | Четвертьфинал        | Полуфинал            | Полуфинал            | Полуфинал            | Финал                 | Финал                 | Итоговое место        |
| Соревнование     | Спортсмены                   | Результат    | Место        | Заезд                | Результат            | Место                | Заезд                | Результат            | Место                | Результат             | Место                 | Итоговое место        |
| ---------------- | ---------------------------- | ------------ | ------------ | -------------------- | -------------------- | -------------------- | -------------------- | -------------------- | -------------------- | --------------------- | --------------------- | --------------------- |
| Спринт           | Райдо Рянкель                | 3:43,82      | 51           | Завершил выступление | Завершил выступление | Завершил выступление | Завершил выступление | Завершил выступление | Завершил выступление | Завершил выступление  | Завершил выступление  | 51                    |
| Спринт           | Пеэтер Кюммель               | 3:44,03      | 52           | Завершил выступление | Завершил выступление | Завершил выступление | Завершил выступление | Завершил выступление | Завершил выступление | Завершил выступление  | Завершил выступление  | 52                    |
| Спринт           | Сиим Селлис                  | 3:48,06      | 59           | Завершил выступление | Завершил выступление | Завершил выступление | Завершил выступление | Завершил выступление | Завершил выступление | Завершил выступление  | Завершил выступление  | 59                    |
| Командный спринт | Пеэтер Кюммель Райдо Рянкель | н/д          | н/д          | н/д                  | н/д                  | н/д                  | 1                    | 24:26,49             | 7                    | Завершили выступление | Завершили выступление | Завершили выступление |

Женщины
Дистанционные гонки
| Соревнование              | Спортсмены  | Результат | Место |
| ------------------------- | ----------- | --------- | ----- |
| 10 км классическим стилем | Трийн Оясте | 31:54,3   | 45    |

Спринт
| Соревнование | Спортсмены  | Квалификация | Квалификация | Четвертьфинал         | Четвертьфинал         | Четвертьфинал         | Полуфинал             | Полуфинал             | Полуфинал             | Финал                 | Финал                 | Итоговое место |
| Соревнование | Спортсмены  | Результат    | Место        | Заезд                 | Результат             | Место                 | Заезд                 | Результат             | Место                 | Результат             | Место                 | Итоговое место |
| ------------ | ----------- | ------------ | ------------ | --------------------- | --------------------- | --------------------- | --------------------- | --------------------- | --------------------- | --------------------- | --------------------- | -------------- |
| Спринт       | Трийн Оясте | 2:47,07      | 48           | Завершила выступление | Завершила выступление | Завершила выступление | Завершила выступление | Завершила выступление | Завершила выступление | Завершила выступление | Завершила выступление | 48             |

### Прыжки на лыжах с трамплина
Спортсменов — 2
Мужчины
| Соревнование        | Спортсмены              | Квалификация | Квалификация | Финал                | Финал                | Финал                | Финал                | Финал                | Финал                | Итоговое место       |
| Соревнование        | Спортсмены              | Результат    | Место        | 1 прыжок             | 1 прыжок             | 2 прыжок             | 2 прыжок             | Всего                | Место                | Итоговое место       |
| Соревнование        | Спортсмены              | Результат    | Место        | Результат            | Место                | Результат            | Место                | Всего                | Место                | Итоговое место       |
| ------------------- | ----------------------- | ------------ | ------------ | -------------------- | -------------------- | -------------------- | -------------------- | -------------------- | -------------------- | -------------------- |
| Нормальный трамплин | Карел Нурмсалу          | 106,6        | 32 Q         | 113,3                | 37                   | Завершил выступление | Завершил выступление | Завершил выступление | Завершил выступление | Завершил выступление |
| Нормальный трамплин | Сийм-Танел Саммельсельг | 66,2         | 51           | Завершил выступление | Завершил выступление | Завершил выступление | Завершил выступление | Завершил выступление | Завершил выступление | Завершил выступление |
| Большой трамплин    | Карел Нурмсалу          | 103,6        | 24 Q         | 105,9                | 41                   | Завершил выступление | Завершил выступление | Завершил выступление | Завершил выступление | Завершил выступление |
| Большой трамплин    | Сийм-Танел Саммельсельг | 69,0         | 49           | Завершил выступление | Завершил выступление | Завершил выступление | Завершил выступление | Завершил выступление | Завершил выступление | Завершил выступление |

### Фигурное катание
Спортсменов — 2
Эстония достигла следующих мест по квоте:
| Соревнование              | Спортсмены        | Короткая программа | Короткая программа | Произвольная программа | Произвольная программа | Всего                 | Всего                 |
| Соревнование              | Спортсмены        | Сумма баллов       | Место              | Сумма баллов           | Место                  | Сумма баллов          | Место                 |
| ------------------------- | ----------------- | ------------------ | ------------------ | ---------------------- | ---------------------- | --------------------- | --------------------- |
| Мужское одиночное катание | Виктор Романенков | 61,55              | 23 Q               | 78,44                  | 24                     | 139,99                | 24                    |
| Женское одиночное катание | Елена Глебова     | 46,19              | 29                 | Завершила выступление  | Завершила выступление  | Завершила выступление | Завершила выступление |